# Битва під Обертином
Би́тва під Оберти́ном (22 серпня 1531 року) — одна з битв між військами Молдавського князівства та Королівства Польського. Сталася між військами молдовського господаря Петру IV Рареша (Петрила) та короля Сигизмунда І Старого коло містечка Обертина на Покутті, зараз Івано-Франківська область. Переконлива перемога коронного війська зумовила повернення Покуття до складу Польщі. 

## Передумови
У 1490 році молдавський воєвода Штефан III захопив Покуття у Польщі. Він намагався добитися міжнародного визнання належності Покуття до Молдови, заручившись підтримкою короля Угорщини, що саме знаходився у конфлікті із своїм родичем — польським монархом. Після смерті Штефана III в 1504 р. Покуття повернулося до Польщі. Між 1529 та 1530 роками молдавани почали нападати на Покуття знову. Оскільки Молдова була залежним від Османської імперії князівством, польський король Сигизмунд І Ягеллон разом із своїм секретарем Яном Оцеським направив листа до турецького султана Сулеймана І з проханням висловити офіційну турецьку точку зору щодо конфлікту. Султан дав дозвіл полякам відвоювати Покуття при умові, що вони не перенесуть воєнні дії на територію власне Молдови, що буде розглядатися султаном як «казус беллі».

## Битва
Польське військо очолив гетьман Ян Амор Тарновський, польський сейм ухвалив рішення про нові податки на наймане військо. Під командуванням Я. А. Тарновського було 4800 кінноти, 1200 піших жовнірів, 12 гармат і табір із возів. Тарновський рушив до Обертина, що на південь від Дністра.

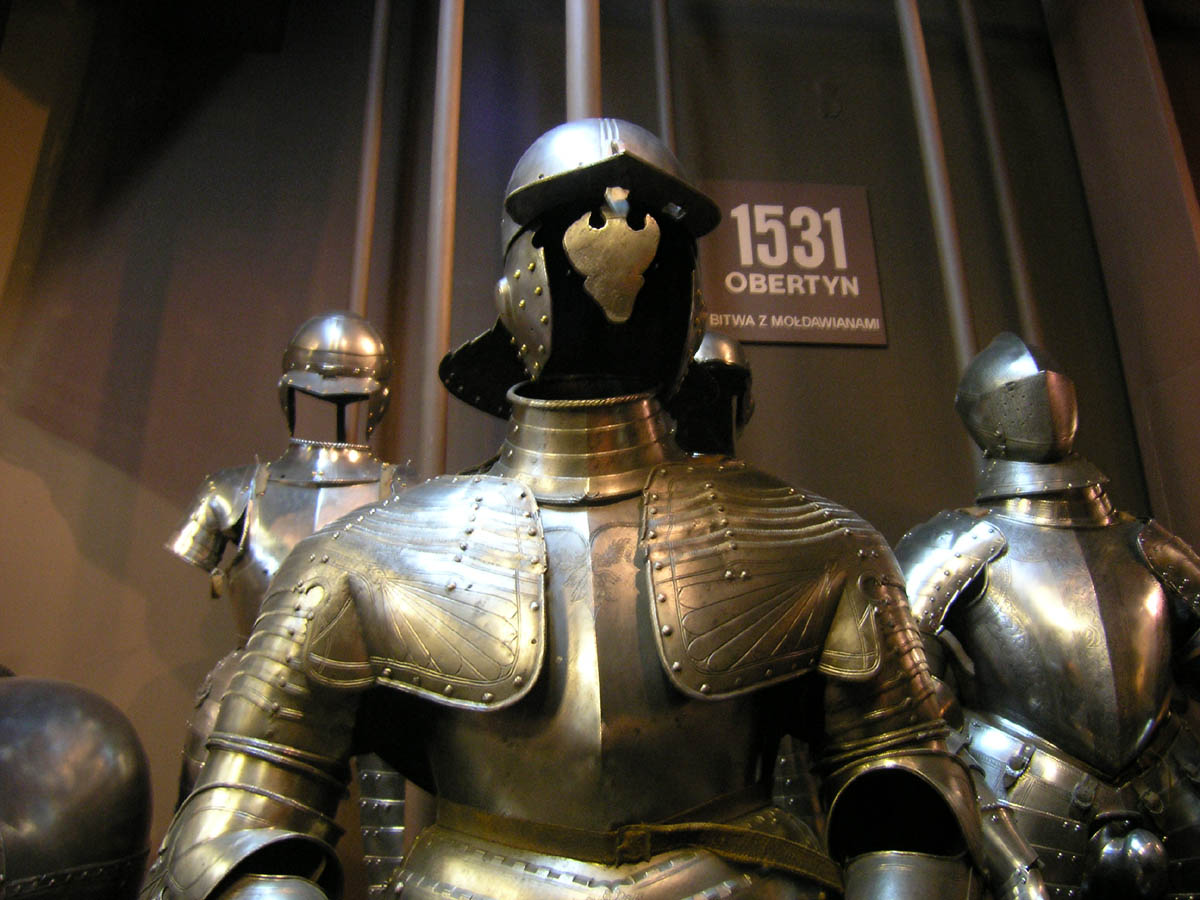
Обладунки польських копійників часів битви під Обертином

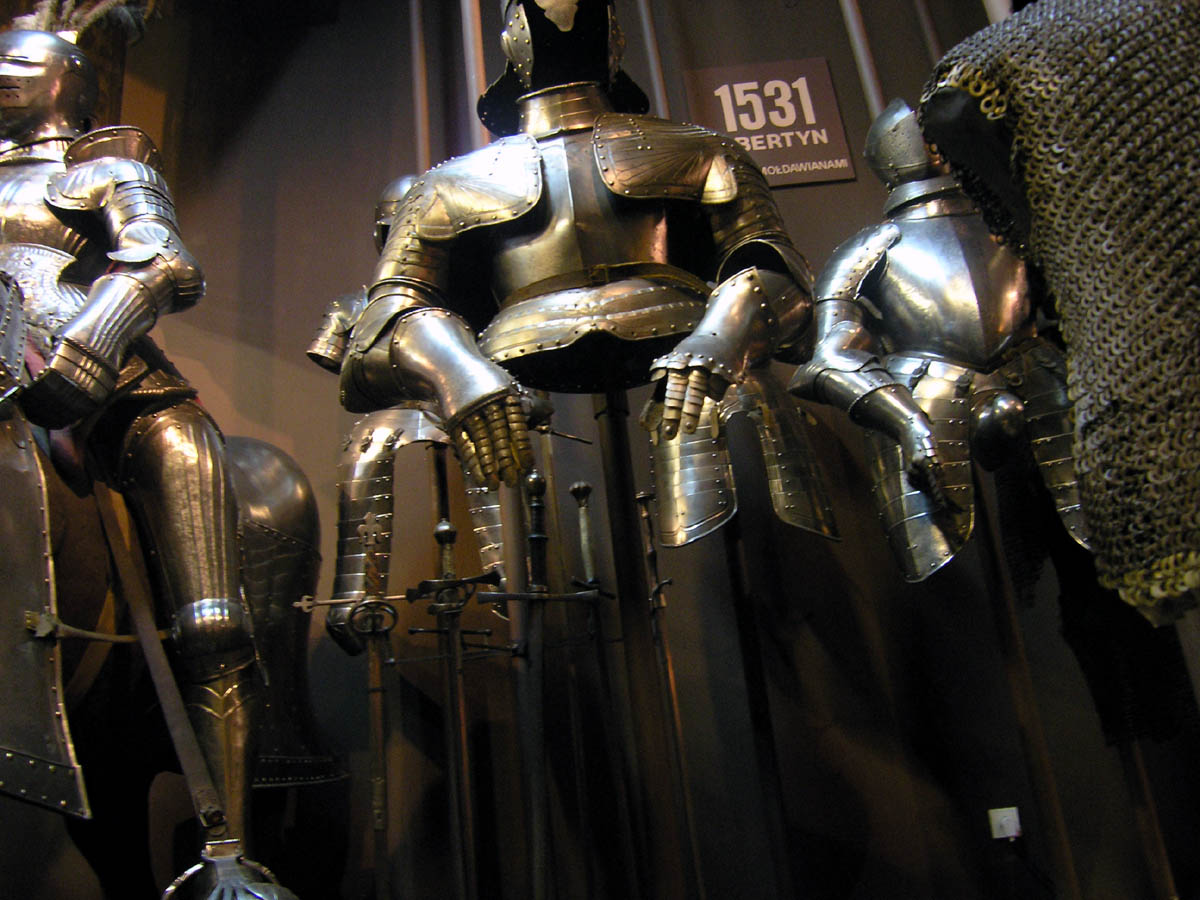

Між 3 і 5 червня Тарновський вислав кінний авангард із 1000 вояків, що мав очистити навколишні терени від молдован, після чого кіннота повернулася під Обертин. Тарновський залишив 186 піших жовнірів в укріпленому містечку Гвіздець, що за кілька кілометрів на південь від Обертина. 6 серпня господар Молдавії Петро Рареш вислав 6000 кінноти до Гвіздця. Їхній 2-тисячний авангард 15 серпня розпочав облогу містечка. Головні сили поляків рушили від Обертина до Гвіздця та 19 серпня розбили 6-тисячний молдовський загін, причому 2 тисячі молдован загинули.
Господар Петро Рареш особисто очолив 20 000 кінного війська із 50 гарматами та невеликим невідомим числом піхоти проти шеститисячної польської армії. Тарновський знову залишив жменьку піших жовнірів захищати Гвіздець, а сам відступив до оборонної позиції на узбіччі лісу коло Обертина, де він наказав розбити укріплений табір. У трьох кутках табору стояли гармати, піхота зайняла позиції на возах, а загони кінноти було сконцентровано у центрі табору.
22 серпня Петро Рареш послав легку молдовську кінноту атакувати польський табір. Ця атака була відбита. Тоді молдовські гармати почали обстріл табору. В артилерійській дуелі польські гармаші виявилися вправнішими та нанесли втрати молдовській артилерії. Після цього третина польської кінноти атакувала ліве крило молдован, що змусило П. Рареша послати туди підкріплення. На правому фланзі залишилися гармати та молдовська піхота.
Тоді вся решта польської кінноти вдарила на праве крило молдован і розтрощила його, незважаючи на втрати від гарматного вогню. Захоплені молдовські гармати були розвернуті проти лівого крила війська Рареша, що опинилося в оточенні. Після нової польської атаки з двох боків молдовани кинулися тікати.

## Наслідки
Молдовани втратили близько 7 тисяч убитими та тисячу полоненими. Було захоплено всі їхні гармати. Поляки втратили вбитими 256 чоловік. Боротьба за Покуття продовжувалась ще 7 років.
Турецький султан усунув Петра IV Рареша від влади у Молдавії після присяги польській короні у 1538 році під Хотином за те, що той «потурбував нашого найкращого приятеля польського короля». Остання, так само невдала, спроба захопити Покуття була зроблена молдованами у 1538 році.
Польське королівство в наступні півтораста років значно зміцнило свої міжнародні позиції і стало безсумнівним лідером центрально-східноєвропейського регіону, однією з найвпливовіших держав Європи. Натомість Молдавське князівство перетворилося у другорядну державу, остаточно потрапило у васальну залежність від Османської імперії. У 1541 році султан повернув Молдавію Петру IV Рарешу під зобов’язання сплати данини, взявши в заручники його сина. 
Обертинська битва назавжди вирішила долю Покуття та місцевого населення, остаточно розв’язала молдавсько-польський спір щодо приналежності Покуття – південно-східної частини Галичини. Отже, спроби Молдавії захопити Покуття попри підтримку і бажання місцевого українського населення виявилися марними. У підсумку Польща володіла покутськими землями з 1387-го до 1772-го, тобто 385 років.